# Pac-Man World 2
Pac-Man World 2 је видео игра од Namco USA за Xbox, GameCube и Плејстејшн 2, објављена 2002. Верзија игре за Мајкрософт Виндовс је објављена 2004, а изометријски бочни скролер је направљен за Game Boy Advance 2005. Игра је наставак Pac-Man World (1999). Игра је платформска игра, где играч контролише Пекмена у 3Д платформском окружењу, кроз шест светова. Године 2005. изашао је наставак Pac-Man World 3.

## Прича
Пре стотинама година, зли краљ духова Спуки терорисао је Пек-Ленд и Пек-људе. Да би га зауставио, Велики чаробњак Пек створио је моћан напитак да трансформише пет обичних воћа у магично Златно воће. Витез Сер Пек-А-Лот победио је Спукија у борби и искористио Златно воће да га запечати испод дрвета у центру Пек-Села.
У данашње време, Блинки, Инки, Пинки и Клајд се ушуњају у Пек-Село ноћу да изазову несташлуке. Они краду Златно воће са дрвета, несвесни његове сврхе, и несвесно ослобађају Спукија, који им наређује да помогну његовом плану да елиминише све Пек-људе. Духови се слажу и сваки узима по једно Златно воће. Следећег јутра, професор Пек обавештава Пек-Мена о невољи и тражи од њега да преузме украдено Златно воће како би спасио Пек-Ленд. Пек-Мен путује кроз Пек-Ленд и преко океана до острва духова, побеђујући духове и успут преузимајући Златно воће. Пек-Мен се на крају враћа у Пек-Село, где га напада Спуки. Моћ Златног воћа претвара Пек-Мена у нову златну форму и он још једном побеђује Спукија, затварајући га назад испод дрвета. Становници Пек-Села излазе да честитају Пек-Мену, док његов пас Чомп-Чомп чује духове који планирају да поново ослободе Спукија и тера их из села.

## Играње
Pac-Man World 2 је 3Д платформска игра у којој играч контролише Пек-Мена и мора да га води до краја сваког нивоа. Играч може користити више способности; ово укључује котрљање, покрет у којем играч јуриша напред, који се може користити за напад на непријатеље и укрштање празнина; одскок, који може да притисне прекидаче и нападне непријатеље одозго; и шут у скоку да удари непријатеље у ваздуху. Сваки ниво садржи Пек-тачке и воће за сакупљање, што ће повећати резултат играча за ниво. Сакупљање специјалних пелета моћи ће такође дати Пек-Мену привремена појачања. Ова појачања могу претворити Пек-Мена у метал, потопити га у воду и учинити га имуним на опасности; смањити га, омогућавајући приступ одређеним деловима нивоа; или му привремено дозволити да једе духове непријатеља. Пек-Мен поседује траку здравља са само три сегмента; ако добије штету након што су сва три сегмента исцрпљена, играч ће изгубити живот и бити враћен на претходну контролну тачку. Након што заврши било који ниво који није шеф (boss), играч може изабрати да га поново игра у режиму временског суђења, изазивајући играча да стигне до краја што је брже могуће. Током вожње на хронометар, воће и друге колекционарске ствари на нивоу се замењују сатовима, који ће привремено зауставити тајмер ако се сакупе. Ако Пек-Мен изгуби живот током вожње на хронометар, мора поново покренути ниво од почетка.
Игра има двадесет пет нивоа. Ово укључује ниво водича постављен у Пек-Меновој кући у Пек-Селу, праћен са шест различитих тематских области са по четири нивоа. Последњи ниво сваке од ових области карактерише битка шефа са једним или више примарних непријатеља духова, који морају бити поражени да би напредовали. Одређени нивои имају јединствену механику играња. Неки опремају Пек-Мен клизаљкама или ролерима, утичући на брзину и кретање. Други имају нивое који се аутоматски померају под водом, у којима Пек-Мен може пливати како би избегао препреке или управљао подморницом опремљеном торпедима. Већина нивоа садржи један од 16 колекционарских водећих Галаксија, што ће омогућити Пец-Мену да игра бонус ниво лавиринта, сличан у игрици Пек-Мен (1980). Нивои који немају боса такође садрже колекционарске аркадне жетоне; осам је скривено на сваком нивоу, док се бонус жетони могу зарадити прикупљањем свих плодова и Пек-тачака на нивоу и испуњавањем хронометарских вожњи. Сакупљањем одређеног броја жетона, играчи могу откључати емулиране верзије старијих Пек-Мен наслова у Пек-Селу аркади, укључујући Пек-Мен, Pac-Attack (1993), Пац-Маниа (1987) и Мс. Пац-Ман (1982).  Сакупљање жетона ће такође откључати џубокс, који омогућава играчу да слуша звучни запис игре, и галерију концептуалне уметности.
Game Boy Advance верзија игре се знатно разликује од осталих верзија игре. Репродуцира се из изометријског приказа и користи 2Д спрајтове за графику и систем чувања заснован на лозинки. Подводне фазе су изостављене из ове верзије, док је додат додатни бос. Поред тога, емулиране игре нису укључене.
Накнадна поновна издања игре су поново избалансирала игру како би ублажила потешкоћу игре. За јапанско издање игре Плејстејшн 2, направљене су даље измене да би се смањиле потешкоће, укључујући скраћивање одређених нивоа и смањење здравља босова.

## Пријем
Next Generation је рангирала као педесет и шесту најпродавану игру која је објављена за Плејстејшн 2, Xbox или GameCube између јануара 2000. и јула 2006. у тој земљи. Комбинована продаја Pac-Man World игара објављених 2000-их достигла је 1,8 милиона јединица у Сједињеним Државама до јула 2006. 
GameCube верзија Pac-Man World 2 има просечан резултат од 73,83% на GameRankings-у. Верзије за Плејстејшн 2 и Xbox имају просечан резултат од 68,18% и 67,69% респективно.  GameCube верзија је постала Player's Choice наслов, Плејстејшн 2 верзија је постала Greatest Hits наслов, а Xbox верзија је постала Платинум Хитс наслов. Игра такође има оцену осам на GameSpot-у за PS2 верзију, 7.9 за GameCube верзију и 7.5 за Xbox верзију. Систем камера у игрици је добио критике, али је музичка партитура била похваљена.  NGC Magazine је дао игрици оцену од 70% дајући похвале нивоу и дизајну босова, иако је критиковао лош систем камера и начин игре који је сличан Марио играма.  Pac-Man World 2 је номинован за годишњу GameSpot-ову награду "Најбољи платформер на Xbox-у“, коју је добио Jet Set Radio Future. 
Издање Player's Choice верзије GameCube укључује Pac-Man Vs. као бонус пакет у Северној Америци.  Такође за Северну Америку 2008. године, Pac-Man World 2, заједно са Pac-Man World 3 и Pac-Man World Rally, укључени су у пакет од 3 јединице под називом Pac-Man Power Pack за Плејстејшн 2.
Упркос доброј продаји у Северној Америци и Европи, игра је била лоша у Јапану, а објављена је само Плејстејшн 2 верзија игре. Након тога, ниједна наредна Пек-Мен игра којом је у то време управљала Намкоова америчка дивизија, Namco Hometek, није имала јапанско издање.